# Paralvinella hessleri
Paralvinella hessleri är en ringmaskart som beskrevs av Desbruyères och Laubier 1989. Paralvinella hessleri ingår i släktet Paralvinella och familjen Alvinellidae. Inga underarter finns listade i Catalogue of Life.